# John Fox (1835–1914)
John Fox (ur. 30 czerwca 1835 w Fredericton w Kanadzie, zm. 17 stycznia 1914 w Nowym Jorku) – amerykański polityk, członek Partii Demokratycznej.

## Działalność polityczna
W okresie od 4 marca 1867 do 3 marca 1871 przez dwie kadencje był przedstawicielem 4. okręgu wyborczego w stanie Nowy Jork w Izbie Reprezentantów Stanów Zjednoczonych. Od 1874 do 1878 zasiadał w New York State Senate.